# Venecia (Bogotá)
Venecia es un barrio de la UPZ 42 perteneciente la localidad de Tunjuelito de la parte sur de Bogotá y al norte de su Localidad.

## Historia
Llamado inicialmente "La Laguna". los terrenos de este barrio correspondían a una hacienda que perteneció al señor Pedro Navas Pardo (hermano del integrante de la Junta Militar de Colombia, Rafael Navas Pardo), del cual la vendió a la empresa Ospina y Cia. en 1950. Formalmente la urbanización comenzó en 1958, con la creación de la Urbanizadora Muzú, S.A. para edificar allí las primeras viviendas cuyos propietarios provenían del suroeste de Cundinamarca y del cual participaron para su realización el Instituto de Crédito Territorial, si bien otras se construyeron sin necesidad de constructora. El nombre anterior del barrio fue cambiado por los vecinos a "Venecia" por estar cerca de los humedales del río Tunjuelo, por haberse inundado en una ocasión anterior y en la que un periódico tituló "Como en Venecia" y también en honor al Papa Juan XXIII quien había sido patriarca de esa ciudad, como lo explicaron los residentes en una carta dirigida a la Santa Sede.
El barrio y sus vecinos fueron adquiriendo importancia a medida que se estableció la fábrica Colmotores (que aún emsambla coches de la compañía Chevrolet) y luego con la visita del papa Pablo VI en 1968, quien ofició una misa en la Parroquia de Santa Cecilia. Dicha visita permitió que la Avenida 68 fuera construida hasta llegar al barrio.
El barrio fue legalizado por el decreto 648 del 11 de octubre de 1960. En 1972 mediante el Acuerdo 26 paso a conformar junto a otros barrios la Localidad de Tunjuelito.
Gracias a la Troncal Norte-Quito-Sur (Estaciones Venecia, Alquería y General Santander del sistema TransMilenio), Venecia ha aumentado su importancia comercial, y residencial siendo uno de los barrios más importantes del Sur de la ciudad.

## Geografía
La zona es totalmente plana y sin recursos hidrícos. Sufre a menudo problemas de movilidad, proveniente del tráfico en horas pico, lo que lo hace ser uno de los sectores bogotanos con altos índices de contaminación.

## Barrios vecinos
Al Norte
- Alquería
- Alquería-La Fragua
- Ospina Pérez

Al Sur
- Fátima
- San Vicente Ferrer

 Al Occidente
- Laguneta

 Al Oriente
- Escuela de Cadetes General Santander (en sí mismo no es un barrio, ya que es una zona del Estado), es una extensión tanto de Venecia como de Fátima y Samoré, por lo que su límite más oriental es Villa Mayor.

## Actividades socioeconómicas
Predomina los sectores residencial y comercial, sobre todo este último, que esta alrededor de la Autopista Sur, el Puente de Venecia y la Carrera 51, donde se desarrollan ventas de ropa, actividades bancarias, comercio minorista y mayorista y entretenimiento nocturno (bares y moteles).
También se celebra la Bienal de Venecia de Bogotá un evento artístico popular en el que se exponen a la comunidad obras de arte.

## Sitios importantes e Infraestructura
- Acción Comunal de Venecia
- Colegio Cooperativo
- IED Venecia[9]
- Parque Venecia[10]
- Parroquia Santa Cecilia[11]
- Parroquia de Santa Lucía
- CAMI Venecia
- RapiCADE Venecia[12]
- Alkosto Venecia[13]

## Acceso y Vías
- Norte-Quito-Sur (Estaciones Venecia, Alquería y General Santander del sistema TransMilenio)
- Avenida 68 (Partiendo desde el Puente de Venecia)
- Carrera 55
- Carrera 51 antigua (que conecta con la Avenida 68), - Avenida principal del barrio es la Carrera 53 con la nueva nomenclatura del año 2013
- Transversal 44

Exceptuando la primera, todos cuentan con servicio de transporte con rutas hacia el norte, occidente y sur de Bogotá.